# アルス・スブティリオル

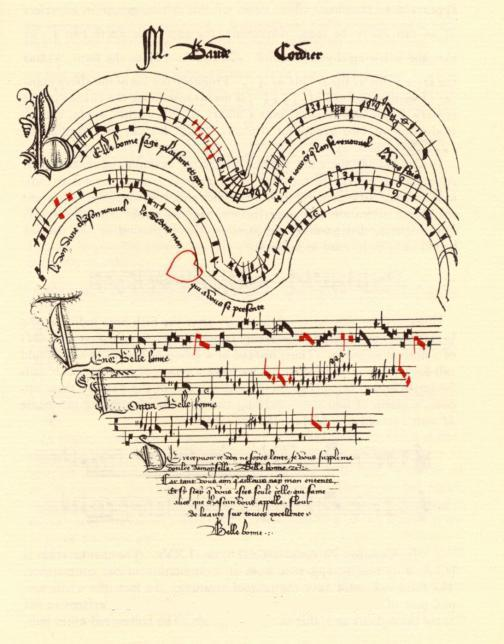
ボード・コルディエのBelle, bonne, sage の楽譜。

アルス・スブティリオル (Ars subtilior) は、14世紀末から15世紀初頭のフランスや北イタリアにおける、極度に複雑で技巧的な音楽様式。

## 特徴
アルス・スブティリオルとは、「繊細な技法」を意味する。この語はフィリップス・デ・カゼルタの著作とされる Tractatus de diversis figuris における「より繊細な技法」(artem magis subtiliter) などの記述に由来しており、ウルスラ・ギュンターによって後期アルス・ノーヴァの先鋭的な様式を指す用語として導入された (Josephson 2001)。
アルス・スブティリオルはギヨーム・ド・マショーの死後にアルス・ノーヴァの様式がより洗練され複雑化したものである。極度に技巧を凝らしたリズムの複雑さは西洋音楽史上でも他に類を見ない (網干 2010)。主なジャンルはバラード、ヴィルレー、ロンドーといった世俗歌曲である。
アルス・スブティリオルの時代は教会大分裂（シスマ）の頃で、様々な権力の対立が見られ、多くの社会不安が存在した時代であった。

## 人物
アルス・スブティリオルの代表的な作曲家として、アントネッロ・デ・カゼルタ、フィリップス・デ・カゼルタ、ヨハンネス・チコーニア、ボード・コルディエ、マルティヌス・ファブリ、マッテオ・ダ・ペルージャ、ジャコブ・ド・サンレーシュ、ソラージュ、アントニオ・ザッカーラ・ダ・テーラモなどが挙げられ、シャンティー写本やモデナ写本などで作品が伝えられている。

## 記譜
アルス・スブティリオルの作曲家は、時にその楽譜の形態においても奇想を凝らしている。ボード・コルディエのカノン Tous par compas は円形の楽譜に書かれ、ロンドー Belle, bonne, sage の楽譜はハート型をしている。ジャコブ・ド・サンレーシュの La harpe de melodie の楽譜はハープの絵の中に書かれ、譜線をハープの弦に見立てている。

## 影響
アルス・スブティリオルの音楽は、その難解な音楽体系が根音の必要性を喚起し、その後ギヨーム・デュファイらによりベースラインを含む4声体のスタイルが導き出されることとなり、次にくるルネサンス音楽への橋渡しを担う、西洋音楽史における重要なポジションを占めている。
またその複雑な音楽が生まれた背景には記譜法の発展があり、楽曲を構築する上で譜面が重要なツールとして台頭してきたという点でも特筆すべき時代である。しかしながら、彼らのテクニックは複雑すぎて次の時代ではほとんど役に立たなかった。

## 受容
アルス・スブティリオルが演奏と作曲の両分野でその価値が見直されるようになったのは、1980年代以降である。博士号を取得した作曲家にマーク・アンドレ(論文タイトル:Du compossible musical dans l'Ars subtilior)がいる。彼はフランス生まれだが、ドイツで活動している。ブリス・ポゼもこの時期の音楽のスペシャリストである。